# Kabuki: Quantum Fighter
Kabuki: Quantum Fighter (地獄極楽丸, Jigoku Gokuraku Maru en japonais) est un jeu vidéo de plates-formes / action sorti en 1990 au Japon sur Famicom, en 1991 sur NES sur le continent nord-américain et en 1992 en Europe.

## Synopsis
En l'an 2056, un terrible virus, de nature et d'origine inconnue, menace le principal ordinateur de défense de la Terre. Scott O'Connor, un jeune colonel de 25 ans, se porte volontaire comme cobaye d'une technologie expérimentale de transfert, qui consiste en la conversion de son cerveau en du code binaire, avec injection de celui-ci dans l'ordinateur contaminé. Une fois le code binaire inséré dans l'ordinateur, celui-ci transforme Scott O'Connor en un danseur Kabuki car son grand-père faisait partie de ceux-ci et l’ordinateur l'interprète comme tel.

## Système de jeu
Kabuki Quantum Fighter est un jeu d'action et de plates-formes futuriste, à défilement horizontal, découpé en plusieurs niveaux, avec un boss au terme de chacun d'entre eux. Le joueur dirige le colonel Scott O'Connor, transformé en un guerrier Kabuki.